# HD 175219
HD 175219 eller HR 7122, är en ensam stjärna belägen i mellersta delen av stjärnbilden Södra kronan. Den har en skenbar magnitud av ca 5,35 och är svagt synlig för blotta ögat där ljusföroreningar ej förekommer. Baserat på parallax enligt Gaia Data Release 3 på ca 10,38 mas beräknas den befinna sig på ett avstånd av ca 314 ljusår (ca 96 parsec) från solen. Den rör sig närmare solen med en heliocentrisk radialhastighet av ca -21 km/s. Stjärnan minskas på dess nuvarande avstånd i ljusstyrka genom skymning av interstellärt stoft med 0,26 magnitud och den har en absolut magnitud på +0,57.

## Egenskaper
HD 175219 är en orange till gul jättestjärna av spektralklass K0 III. En tidigare källa ger spektralklass G6 III-IV, vilket anger att den är en utvecklad stjärna av spektraltyp G med en ljusstyrka som ligger mellan en jättestjärna och en underjätte. Den har en massa av ca 1,9 solmassa, en radie av ca 12 solradier och utsänder energi från dess fotosfär motsvarande ca 76 gånger solen vid en effektiv temperatur av ca 4 900 K. Den har en metallicitet med en järnhalt mindre än hälften av solens. Stjärnan roterar långsamt med en projicerad rotationshastighet för låg för att kunna mätas noggrant.